# UFC 155
UFC 155: Dos Santos vs. Velasquez II è stato un evento di arti marziali miste organizzato dalla Ultimate Fighting Championship che si è tenuto il 29 dicembre 2012 all'MGM Grand Garden Arena di Las Vegas, Stati Uniti.

## Retroscena
L'evento doveva ospitare la sfida tra Chael Sonnen e Forrest Griffin, ma Sonnen venne rimosso dall'evento perché scelto come allenatore per il reality show The Ultimate Fighter; Phil Davis venne indicato come suo sostituito, ma successivamente Griffin s'infortunò e il match saltò.
Erik Koch e Ricardo Lamas avrebbero dovuto affrontarsi in questo evento, ma l'incontro venne posticipato all'evento UFC on Fox: Johnson vs. Dodson.
Joe Lauzon avrebbe dovuto affrontare Gray Maynard, ma quest'ultimo s'infortunò e venne sostituito con Jim Miller.
Phil De Fries affrontò Todd Duffee, al suo ritorno in UFC, il quale rimpiazzava Matt Mitrione che venne scelto per sostituire l'indisponibile Shane Carwin nel match contro Roy Nelson all'evento The Ultimate Fighter: Team Carwin vs. Team Nelson Finale.
Tim Boetsch doveva vedersela con Chris Weidman in un match per un sicuro posto come contendente al titolo dei pesi medi, ma Weidman ebbe un acciacco alla spalla e dovette dare forfait, venendo quindi sostituito con il compagno di squadra Costa Philippou.
Per il suo ritorno nell'ottagono dopo la squalifica di un anno Chris Leben avrebbe dovuto affrontare Karlos Vemola, ma quest'ultimo diede forfait per infortunio e venne sostituito con l'esordiente Derek Brunson, che quindi fu il primo veterano della Strikeforce a lottare in UFC in tal periodo di fusione tra le due compagnie.
L'avversario di Leonard Garcia doveva essere Cody McKenzie, ma quest'ultimo risultò indisponibile e venne rimpiazzato con Max Holloway.
L'incontro tra Melvin Guillard e Jamie Varner avrebbe dovuto svolgersi due settimane prima con l'evento The Ultimate Fighter: Team Carwin vs. Team Nelson Finale, ma Varner si ammalò proprio la notte dell'evento.

## Risultati

### Card preliminare
- Incontro categoria Pesi Mosca:  John Moraga contro  Chris Cariaso

Moraga sconfisse Cariaso per sottomissione (strangolamento a ghigliottina) a 1:11 del terzo round.
- Incontro categoria Pesi Piuma:  Max Holloway contro  Leonard Garcia

Holloway sconfisse Garcia per decisione divisa (29-28, 28-29, 29-28).
- Incontro categoria Pesi Massimi:  Todd Duffee contro  Phil De Fries

Duffee sconfisse De Fries per KO Tecnico (pugni) a 2:04 del primo round.
- Incontro categoria Pesi Leggeri:  Michael Johnson contro  Myles Jury

Jury sconfisse Johnson per decisione unanime (30-27, 30-27, 30-27).
- Incontro categoria Pesi Leggeri:  Melvin Guillard contro  Jamie Varner

Varner sconfisse Guillard per decisione divisa (30-27, 27-30, 30-27).
- Incontro categoria Pesi Gallo:  Erik Pérez contro  Byron Bloodworth

Pérez sconfisse Bloodworth per KO Tecnico (pugni) a 3:50 del primo round.
- Incontro categoria Pesi Gallo:  Brad Pickett contro  Eddie Wineland

Wineland sconfisse Pickett per decisione divisa (30-27, 28-29, 30-27).

### Card principale
- Incontro categoria Pesi Medi:  Chris Leben contro  Derek Brunson

Brunson sconfisse Leben per decisione unanime (29-28, 29-28, 29-28).
- Incontro categoria Pesi Medi:  Yushin Okami contro  Alan Belcher

Okami sconfisse Belcher per decisione unanime (30-27, 30-27, 29-28).
- Incontro categoria Pesi Medi:  Tim Boetsch contro  Costa Philippou

Philippou sconfisse Boetsch per KO Tecnico (pugni) a 2:11 del terzo round.
- Incontro categoria Pesi Leggeri:  Jim Miller contro  Joe Lauzon

Miller sconfisse Lauzon per decisione unanime (29-28, 29-28, 29-28).
- Incontro per il titolo dei Pesi Massimi:  Junior dos Santos (c) contro  Cain Velasquez

Velasquez sconfisse dos Santos per decisione unanime (50-45, 50-43, 50-44) divenendo il nuovo campione dei pesi massimi UFC.

## Premi
I seguenti lottatori sono stati premiati con un bonus di 65.000 dollari:
- Fight of the Night:  Jim Miller contro  Joe Lauzon
- Knockout of the Night:  Todd Duffee
- Submission of the Night:  John Moraga